# Better Off with the Blues
Better Off with the Blues è un album di Junior Wells, pubblicato dalla Telarc Records nel 1993. Il disco fu registrato il 12-16 aprile ed il 7-9 giugno 1993 al Chicago Recording Company, Studio D, Chicago, Illinois e mixato il 10-13 giugno 1993 al Kiva Recording Studio di Memphis, Tennessee.

## Tracce
1. Cry for My Baby – 7:56 (Melvin London)
2. Do a Little Something for Yourself – 4:47 (Jerry Lynn Williams)
3. Oh, Pretty Woman – 5:51 (A.C. Williams)
4. Goin' Home – 6:45 (Junior Wells)
5. Waitin' on Ice – 5:18 (Gary Nicholson, Wally Wilson)
6. Better Off with the Blues – 7:32 (Delbert McClinton, Donnie Fritts, Gary Nicholson)
7. The Train – 5:03 (Ray Charles)
8. Today I Started Loving You Again – 6:09 (Bonnie Owen, Merle Haggard)
9. Honest I Do – 5:54 (Ewart Abner, Jimmy Reed)
10. Messin' with the Kid – 4:19 (Junior Wells)

## Musicisti
- Junior Wells - voce
- Junior Wells - armonica (brani: 1, 3, 4, 7, 9 e 10)
- Buddy Guy - chitarra (brani 1 e 10)
- Rico McFarland - chitarra (brani: 2, 3, 5, 6, 7, 8, 9 e 10)
- Lucky Peterson - chitarra solista (solo nel brano: 6)
- Lucky Peterson - pianoforte (brani: 1, 5, 7 e 8)
- Lucky Peterson - organo (brani: 2, 3, 4, 6, 8, 9 e 10)
- Jack Cassidy - tromba (brani: 3, 5, 7, 8 e 10)
- David Stahlberg - trombone (brani: 3, 5, 7, 8 e 10)
- Steven Finckle - sassofono tenore (brani: 2, 3, 5, 7, 8 e 10)
- Johnny B. Grayden - basso (brani: 1 e 4)
- Noel Neal - basso (brani: 2, 3, 5, 6, 7, 8, 9 e 10)
- Steve McCray - batteria (brani: 1 e 4)
- Brian Jones - batteria (brani: 2, 3, 5, 6, 7, 8, 9 e 10)
- Paul Cotton - percussioni (brano: 2)
- Jacqueline Johnson - accompagnamento vocale, coro (brani: 2 e 8)
- Jacquelyn Reddick - accompagnamento vocale, coro (brani: 2 e 8)
- Rico McFarland - arrangiamenti (brani: 2, 3, 5, 6, 7, 8, 9 e 10)
- Jack Cassidy - arrangiamenti strumenti a fiato